# Gustav Rebmann
Gustav Rebmann (* 13. Juli 1910; † unbekannt) war ein deutscher Fußballspieler.
Rebmann stieß 1928 von der Jugend des VfB Stuttgart zur ersten Mannschaft. In der Bezirksliga Württemberg/Baden erzielte er bei 83 Einsätzen für den VfB drei Treffer. In der Gauliga Württemberg kam Rebmann auf 19 Einsätze für die Schwaben. In der Saison 1929/30 wurde er mit dem VfB Stuttgart Meister der Bezirksliga Württemberg und nahm an der Endrunde um die Süddeutsche Meisterschaft teil. Zur Runde 1931/32 wechselte er zum Iris Club Lille und kehrte wieder zur Runde 1934/35 zu den weiß-roten Bewegungsspielern zurück. In der Endrunde um die Deutsche Meisterschaft 1935 kam er gegen FC Hanau 93, SV Jena, SpVgg Fürth, VfL Benrath und FC Schalke 04 acht Mal für den VfB zum Einsatz. Rebmann wurde 1935 mit dem VfB Deutscher Vizemeister. Bei dem mit 4:6 Toren verlorenen Finale gegen Schalke am 23. Juni agierte er auf der rechten Außenläuferposition.